# 国粋主義
国粋主義（こくすいしゅぎ、英語: nationalism）とは、国家主義、国民主義と同じくナショナリズム（Nationalismの日本語における訳語の一つ。
近代日本においては欧化主義に対抗して、日本の文化・伝統の独自性を強調・発揚し、これを保守しようとする政治思想である。日本主義とも呼ばれる。
広義には国家主義（ナショナリズム）や愛国主義の極端な一形態を指し、ドイツのナチズムやイタリアのファシズムまでも含む場合もある。

## 日本における国粋主義
国粋主義は、幕末から台頭した尊王攘夷論を源流とし、明治維新後は大日本帝国政府による条約改正交渉や欧化政策への反発として現れる。政府は西洋文化の積極的導入により日本の近代化を図り、欧化主義的政策を推進していた。
「国粋主義」の語は、1888年、志賀重昂や三宅雪嶺らの政教社が出版していた雑誌『日本人』に、政府の欧化政策に反発する志賀の論文「国粋保存旨義」が発表されたのをきっかけとして使われるようになった。この「国粋保存旨義」が「国粋」や「国粋主義」の語源である。志賀はこの論文で政府の欧化政策を非難し、日本本来の長所を重視することを主張した。
という志賀の言葉からも分かるように、明治中期の国粋主義は排外主義とは異なり、欧化それ自体に反発するのではなく日本の文明を主体的に発達させるためとして西洋文明を部分的に採択するという特質があり、国民の対外的独立と結びつけながら、圧倒的な欧化主義の風潮の中で日本の伝統文化や生活様式を保存する意義を主張していた。

しかし、日本に対する包囲を進めていた欧米に対し、世論には異質の外来文化や思想に対する嫌悪感（排外主義）が広がっていった。同じくして高山樗牛や木村鷹太郎らによって提唱された、建国精神に由来する国民的道徳の実践を主張する「日本主義」の影響を受ける。
伝統や国体擁護の立場から、右翼の行動原理として社会主義の大衆運動に対抗しつつ、昭和初期の満州事変から日中戦争にかけて急拡大し、思想的な政治運動へと進展していき、太平洋戦争期には皇国史観といった超国家主義的イデオロギーとなった。こうした昭和期の歴史的な事情から、国粋主義はウルトラナショナリズム（超国家主義）やファシズムと一元的に理解されることもある。
このように国粋主義は時代により変遷こそすれ、万世一系の天皇をいただく日本の国家体制の永続性を主張する国体論という点において一貫している。